# Sport Club Americano (São Paulo)
O Sport Club Americano foi uma equipe de futebol fundada na cidade de Santos, cuja sede depois foi transferida para a cidade de São Paulo. Fundado em 21 de maio de 1903, seu uniforme principal tinha listras verticais paralelas verde e amarela e calção e meias verdes. Foi campeão paulista em 1912 e 1913, com nove participações no total.

## História
O futebol foi introduzido na cidade de Santos pelo Mackenzie College, e foi lá que em 27 de outubro de 1902 foi fundado o Clube Atlético Internacional. Contudo, logo após alguns sócios optaram por fundar uma nova equipe, o Sport Club Americano, fundado por Sizino Patuska, Américo Martins, Antonio Pinto, Manuel Paixão, A. Munhoz e Armando Paixão. O líder desse grupo era o Senhor Américo Martins dos Santos e em homenagem ao seu fundador recebeu o nome de Americano.
Sua praça de esportes localizava-se na confluência da rua Visconde do Embaré com a praça dos Andradas, onde hoje situa-se o Terminal Rodoviário de Santos. Durante os primeiros anos foi apenas um coadjuvante do Internacional. Em 1907 isso mudou, pois o Mackenzie resolveu não disputar o Campeonato Paulista daquele ano e o Americano foi convidado para preencher a vaga.
Com o reforço dos jogadores do Mackenzie College, foi vice-campeão paulista em sua primeira participação. No ano seguinte, com uma equipe mais estruturada e experiente, os associados optaram por mudar a equipe para a capital paulista, devido a dificuldade de subir a Serra do Mar. Com a mudança, o Americano realizou excelentes campanhas entre 1907 a 1913.

## Campeonato Paulista
Em 1907 dois times da cidade de Santos juntaram-se aos times da capital paulista para disputar o campeonato paulistano, que desta forma pela primeira vez ganhou ares de Paulista: o Americano e o Internacional, que devido as dificuldades e fraca campanha só disputou até 1908; mesmo assim conseguiu a proeza de vencer o SPAC tricampeão paulista no seu primeiro jogo por 1 x 0.
O Americano, ao contrário, em seu primeiro ano de disputa foi vice-campeão, ao lado do Paulistano. Naquela época não havia critério para desempate nos pontos corridos, que foi o primeiro sistema de disputa adotado. O time chegou a permanecer invicto em seus sete jogos iniciais, mas nas últimas partidas deixou escapar o título. No ano seguinte foi novamente vice-campeão, ficando a 1 ponto do Paulistano devido a uma derrota para o Germânia em seu último jogo.
Mesmo sendo novo na elite, o Americano mostrou sua força ao vencer o Paulistano por 5x1 e 4x1 e manter uma invencibilidade contra o São Paulo AC de Charles Miller, que levou 4 anos para conseguir sua primeira vitória contra o Americano por 4x3, em 1911, justamente no último jogo entre as duas equipes.
Nos cinco primeiros anos de disputa do campeonato paulista, somente em 1909 o Americano ficou abaixo do segundo lugar (terceiro, sua pior colocação). Em 1912, com o reforço de dois uruguaios, conquistou o bicampeonato de forma invicta, feito até hoje não igualado.

## Taça Rio-São Paulo
Em 1912 disputou a Taça dos Campeões Estaduais Rio-São Paulo, na condição de campeão paulista, contra o Botafogo, campeão carioca. Mesmo tendo que ir ao Rio de Janeiro, derrotou o alvinegro carioca no campo do São Cristóvão por 3x0.

## Família Patuska
O Americano foi fundado em Santos por Sizino Patusca em 21 de maio de 1903, antes de se transferir para São Paulo em 1908; depois disso, em 1912 Sizino Patusca foi um dos fundadores do Santos. Um dos primeiros craques do Santos foi Ary Patusca que assinalou 4 gols de cabeça contra o São Paulo Railway no Campeonato Santista de 1915.
Anos mais tarde, outro integrante da família Patusca, Araken Patusca, foi artilheiro do Campeonato Paulista de 1927 com 31 gols, tendo estabelecido o recorde de 7 gols numa única partida - o Paulistano, quando por ocasião de sua excursão à Europa, convidou o santista para jogar ao lado de Friedenreich.

## Proezas Internacionais
O Americano obteve para o Brasil a primeira vitória internacional, ao derrotar os uruguaios, por 3x0, na Floresta (capital), no dia 13 de agosto de 1911.
O Americano foi a primeira equipe brasileira a realizar uma excursão internacional, em 1913 com jogos em Buenos Aires e Montevidéu. Na época o time foi reforçado com jogadores como Friedenreich (Ypiranga), Formiga e Thielle, e venceu em seu primeiro jogo internacional, um Selecionado Argentino por 2 x 0.

## Saída de cena
Após o bicampeonato paulista de 1912/1913, o Americano saiu de cena, voltando somente em 1916 num campeonato que foi interrompido e com o Corinthians declarado campeão. No momento em que campeonato foi interrompido, o Americano ocupava o segundo lugar no critério de pp (pontos perdidos).
Em 1914 com a fundação da A.A. São Bento, a maioria dos jogadores do Americano migraram para esta equipe e alguns retornaram ao Mackenzie College. Com isto o time ficou sem jogadores para disputar o campeonato paulista. Paralelamente a estes fatos nascia o Santos F.C., com ex-sócios do C.A. Internacional (extinto em 1910) e do próprio S.C. Americano (mudou a sede para São Paulo em 1911). Sizino Patuska é o elo entre estas equipes, pois foi um dos sócios fundadores do Internacional, fundador do Americano e o primeiro presidente do Santos. Depois de sua extinção, seus jogadores e técnico migraram de volta a Santos; Juan Bertone, o uruguaio que participou do bicampeonato paulista, foi técnico do time santista de 1916 a 1919.

## Títulos
| INTERESTADUAIS | INTERESTADUAIS                  | INTERESTADUAIS | INTERESTADUAIS |
|                | Competição                      | Títulos        | Temporadas     |
| -------------- | ------------------------------- | -------------- | -------------- |
|                | Taça dos Campeões Rio-São Paulo | 1              | 1912           |
| ESTADUAIS      |                                 |                |                |
|                | Competição                      | Títulos        | Temporadas     |
|                | Campeonato Paulista de Futebol  | 2              | 1912 e 1913    |

## Invencibilidade
O Americano permaneceu de 1911 a 1916 sem perder um jogo oficial. Ao todo foram 23 jogos com 15 vitórias e 8 empates no campeonato paulista e participou 8 vezes do campeonato (1907 a 1913 e 1916).

## Ligação com o Santos F.C.
O Americano foi um dos responsáveis pela origem do Santos Futebol Clube, conforme Arnaldo Silveira resumiu sua carreira em entrevista concedida ao O Estado de S. Paulo em 29 de junho de 1980, quando já contabilizava 85 anos de idade:
“A minha passagem pelo futebol foi curta, mas teve momentos interessantes. Comecei jogando pelo S.C. Americano, clube fundado por Sizino Patusca e Benedito Ernesto Guimarães. Eu tinha apenas 11 anos quando comecei a jogar futebol, em 1906. Meu pai, Turíbio Silveira, da família Xavier da Silveira, de Santos, era um desportista. Nós tínhamos um ótimo relacionamento com os Patusca, nossos parentes. Daí jogamos juntos, eu, meu irmão, e meus primos, no Americano, enquanto ele foi mantido em Santos. Em 1911, transferiram o nosso Americano para São Paulo. Aí, eu e meus primos fundamos o Santos, que foi registrado em 1912."